# Магат, Израиль Симхович
Израиль Симхович Магат (3 (15) января 1883, Вильно, Виленская губерния, Российская империя — 2 июня 1937, Париж, Франция) — русский медик, врач-терапевт еврейского происхождения, доктор медицины.

## Биография
После окончания Белгородской гимназии и Харьковского университета в 1909 году, был оставлен при госпитальной терапевтической клинике, где работал до 1913 года.
Затем трудился врачом, одновременно проводил исследования в лаборатории общих и экспериментальных патологий Харьковского университета. В 1915 защитил диссертацию при Военно-медицинской академии. В годы Первой мировой войны работал в ряде городских больниц. Один из учредителей Харьковского отдела Общества здравоохранения евреев (ОЗЕ). Член Харьковского медицинского общества.
В 1920 эмигрировал в Стамбул, работал в российском госпитале, преподавал в Русском народном университете. Член Харьковского медицинского общества.
Впоследствии переехал в Королевство Сербов, Хорватов и Словенцев, служил военным врачом. С 1922 года жил в Германии. С 1933 года — в Париже, был членом общества русских врачей им. И. Мечникова.
Изучал влияние нарушений функций щитовидных и паращитовидных желез на ферменты.
Скоропостижно умер от приступа грудной жабы. Похоронен на кладбище Баньё.

## Избранные публикации
- Условия и меры борьбы с холерой в деревне. Опыт лечения холеры марганцовокислым калием // Рус. врач. 1911. № 29;
- Картина нейтрофилов крови по Arneth’у при некоторых заболеваниях легких и плевры // ХМЖ. 1912. Т. 13, № 2;
- Случай шума волчка в области рrocessus xyphoideus // Там же. 1913. Т. 15, № 2;
- К вопросу об изменениях ферментов крови после полного и частичного удаления щитовидного аппарата. Петроград, 1915;
- К характеристике пандемии гриппа в 1918 г. в Харькове // ВД. 1919. № 7-8;
- XXXVIII конгресс Общества немецких врачей по внутренней медицине // Там же. 1926. № 15-16.